# Svante Arrhenius

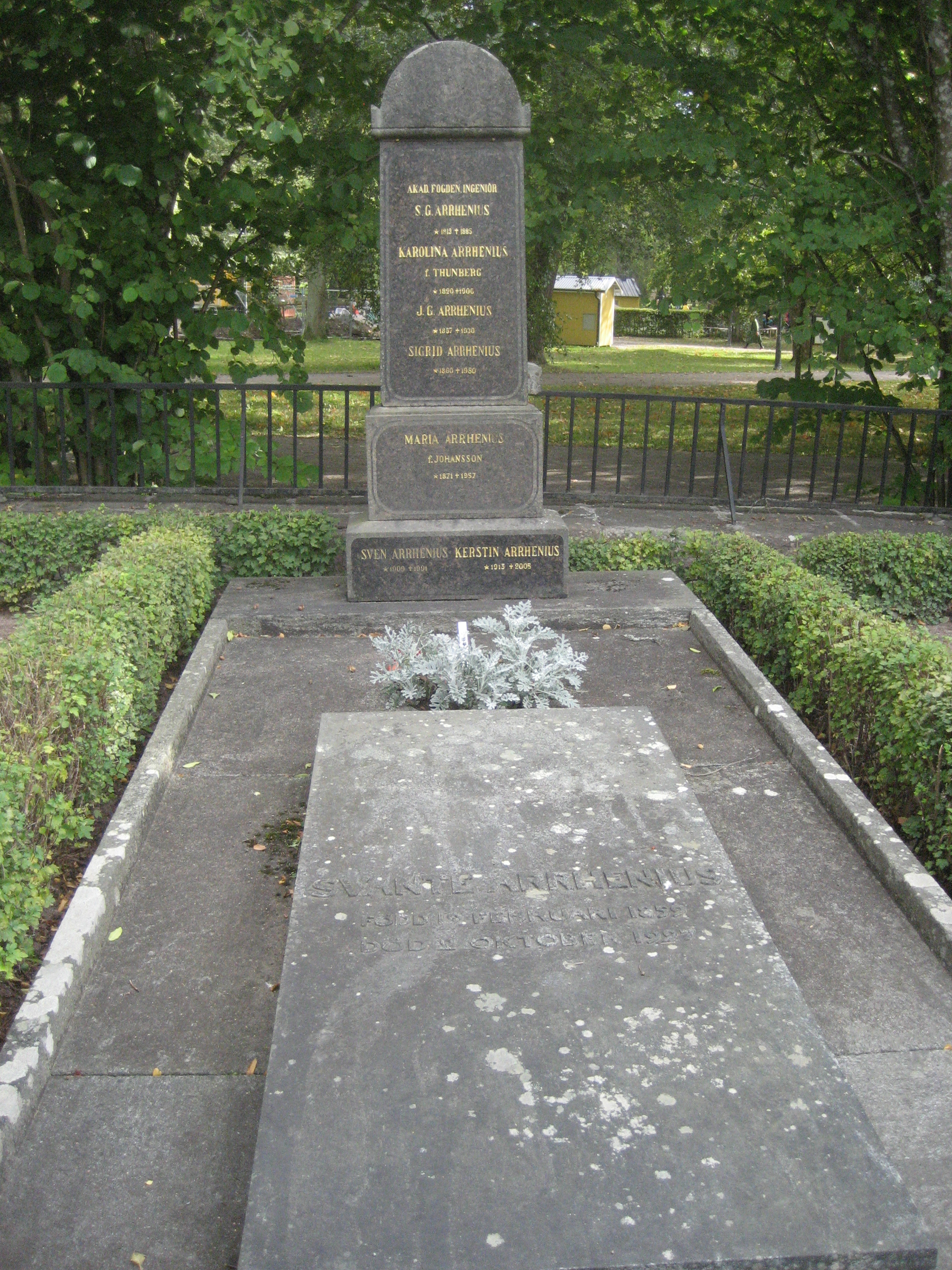
Graf (Uppsala)

Svante August Arrhenius (Uppsala, 19 februari 1859 – Stockholm, 2 oktober 1927) was een Zweeds natuur- en scheikundige. Arrhenius heeft in 1903 de Nobelprijs voor Scheikunde ontvangen voor zijn werk aan de elektrolytische dissociatietheorie.

## Biografie
Arrhenius werd geboren in Gut Vik, nabij Uppsala, als zoon van Svante Gustav en Carolina Thunberg Arrhenius. Zijn vader was een landmeter voor de universiteit van Uppsala. Op achtjarige leeftijd ging hij naar Katedralskolan, waar hij uitblonk in de natuur- en wiskunde, en die hij als jongste en meest bekwame student in 1876 afsloot.
Hij promoveerde in 1884 tot doctor in de wetenschappen aan de universiteit van Uppsala, met een proefschrift over de elektrische geleidbaarheid van oplossingen. Hierin veronderstelde hij dat als zouten in water worden opgelost, deze opbreken in geladen deeltjes – ionen genoemd. Dit proefschrift, dat door de jury niet naar waarde werd geschat, was nochtans het uitgangspunt en de grondslag van de theorie van de elektrolytische dissociatie.
Overtuigd van zijn gelijk stuurde hij zijn proefschrift op naar een aantal bekende scheikundigen, waaronder Rudolf Clausius, Jacobus van 't Hoff en Wilhelm Ostwald. Van hen kreeg hij wel de gewenste erkenning. Ostwald bood hem zelfs een positie aan bij zijn Polytechnicum in Riga, maar Arrhenius nam het aanbod uiteindelijk niet aan. Ten eerste omdat zijn vader in de tussentijd ernstig ziek was geworden en ten tweede omdat hij een baan als lector kreeg aangeboden bij de universiteit van Uppsala. Voor zijn theorie ontving Arrhenius in 1903 de Nobelprijs voor scheikunde. Arrhenius wordt beschouwd als een van de grondleggers van de fysische chemie.
Arrhenius bleef maar kort in Uppsala omdat hij van de Zweedse Academie van Wetenschappen een reisbeurs kreeg. Dit stelde hem in staat om een twee jaar durende rondreis door Europa te maken en waarin hij de belangrijkste Europese laboratoria bezocht. Zo werkte hij samen met Ostwald in Riga, Friedrich Kohlrausch in Würzburg, Ludwig Boltzmann in Zürich en van 't Hoff in Amsterdam. Na zijn terugkeer in Zweden nam hij in 1891 een docentschap aan bij de Technische Universiteit in Stockholm. Van 1895 tot 1904 was hij hoogleraar in de natuurkunde aan de universiteit van Stockholm.
Arrhenius was tweemaal getrouwd. De eerste keer in 1894 met Sofia Rudbeck, zijn assistente bij de Technische Universiteit. Het huwelijk werd in 1896 beëindigd na de geboorte van hun zoon, Olev Vilhelm. Negen jaar later hertrouwde hij met Maria Johansson, met wie hij twee dochters, Ester en Anna-Lisa, en een zoon, Sven, kreeg. 
De Zweedse klimaat-en milieuactiviste Greta Thunberg (geboren in 2003) is een verre achternicht van Arrhenius. Haar vader is Svante Thunberg, een acteur, genoemd naar Svante Arrhenius.

## Broeikaseffect
Arrhenius wordt gezien als de eerste wetenschapper die het zogenaamde Arrheniuseffect beschreef, een natuurlijke versterking van de opwarming door toenemende verdamping van water en koolstofdioxide ({\displaystyle {\ce {CO2}}}) uit zee als gevolg van afname van de aardse albedo. Hij voorspelde dat een toename van {\displaystyle {\ce {CO2}}} in de atmosfeer een stijging van de temperatuur op aarde veroorzaakt. Volgens hem zou een verdubbeling van {\displaystyle {\ce {CO2}}} gecorreleerd zijn met een opwarming van 4 tot 6 graden Celsius, die voor 2/3e deel door waterdamp en voor 1/3e deel door {\displaystyle {\ce {CO2}}} veroorzaakt werd. Deze koppeling van wijziging van albedo en wijziging van het {\displaystyle {\ce {CO2}}} gehalte van de atmosfeer, omdat niet alleen het witte oppervlak ijs maar ook het oppervlak water met een temperatuur tussen het smeltpunt van ijs en het vriespunt van zeewater verandert, is een fundamenteel verschil met de broeikastheorie van onderzoeker Charles David Keeling, waarbij alleen de door menselijke {\displaystyle {\ce {CO2}}} uitstoot verstoorde atmosferisch concentratie zonder albedo verandering oorzaak van opwarming zou zijn. De huidige klimaatverandering vertoont veelal kenmerken die bij de theorie van Arrhenius passen en dus afwijken van de theorie van Keeling.

## Nobelcomité
Rond 1900 raakte Arrhenius betrokken bij de oprichting van het Nobelinstituut en de bijbehorende Nobelprijzen. In 1901 werd hij – ondanks een sterke oppositie – gekozen tot lid van de Koninklijke Zweedse Academie voor Wetenschappen. Voor de rest van zijn leven zou hij als lid van het Nobelcomité van de Natuurkunde aanblijven en de facto als lid van het Nobelcomité van de Scheikunde.
Tijdens zijn lidmaatschap kregen verschillende mensen waarmee hij samenwerkte, Nobelprijzen (Jacobus van 't Hoff, Wilhelm Ostwald en Theodore Richards). Hij was in 1903 de eerste Zweed die werd onderscheiden met de Nobelprijs voor Scheikunde.
In 1905, na de oprichting van het Nobelinstituut voor Fysische Chemie in Stockholm, werd hij benoemd tot directeur, een positie die hij behield tot aan zijn pensionering in 1927. In 1910 werd hij Fellow van de Royal Society en in 1912 werd hij gekozen tot buitenlands erelid van de American Academy of Arts and Sciences. Naast de Nobelprijs werd Arrhenius ook onderscheiden met de Davy-medaille (1902), de eerste Willard Gibbs Medal (1911) van de American Chemical Society, de Faraday Medal (1914) van de Britse Chemical Society en de Franklin Medal (1920).
Gordon Stein schreef dat Svante Arrhenius een atheïst was.